# خواكيم كروغ
خواكيم كروغ (بالألمانية: Joachim Krug)‏ هو لاعب كرة قدم ومدرب كرة قدم ألماني، ولد في 20 أغسطس 1955. لعب مع نادي فولفسبورغ.

## وصلات خارجية
- خواكيم كروغ على موقع بيانات كرة القدم. دي إي (الألمانية)
- خواكيم كروغ على موقع عالم كرة القدم.نت (الإنجليزية)